# Sigulda
Siguldaⓘ (deutsch Segewold) ist eine Stadt in Lettland, 53 km nordöstlich von Riga am Ostufer der Gauja. Die Region bezeichnet sich aufgrund der reizvollen Landschaft gerne als Lettische Schweiz.

## Verwaltung
Die Stadt besteht aus den drei Stadtteilen Sigulda (mit der historischen Altstadt), Turaida und Krimulda. Die beiden letzteren wurden 1953 von ihren Landgemeinden abgetrennt. 2003 bildete sich der Bezirk Sigulda (Siguldas novads) aus der Stadt, der Landgemeinde Sigulda sowie der Gemeinde More. 2009 kam noch die Gemeinde Allaži hinzu. Am 1. Juli 2014 waren in dem Verwaltungsbezirk insgesamt 18.271 Einwohner gemeldet.

## Geschichte
Die ältesten archäologischen Funde in Siguldas Umgebung werden auf die Zeit um 200 v. Chr. datiert. Vom 6. bis zum 7. Jahrhundert n. Chr. siedelten sich dort Semgallen an, wie einige Grabhügel und die Reste eines Bauerngehöfts belegen. Ausgrabungen bei der Burg Turaida und dem Schloss Satesele zeigen, dass Liven in dieser Gegend seit dem 11. Jahrhundert lebten.

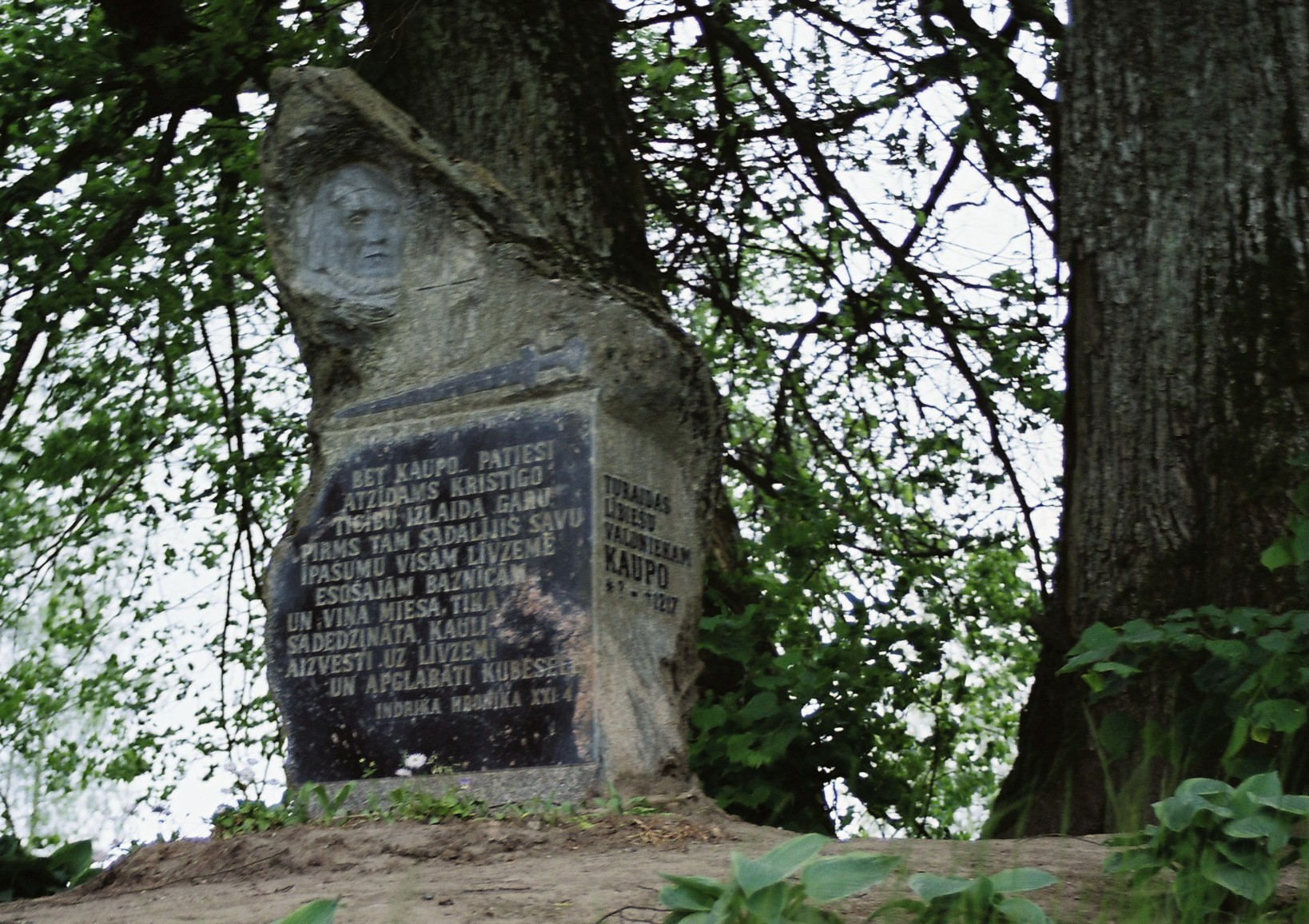
Gedenkstein für den Fürsten Kaupo
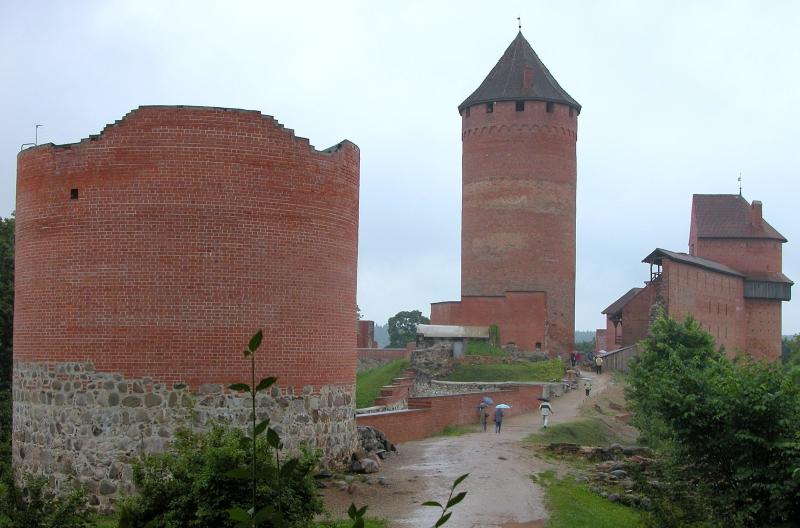
Die Burg Treyden
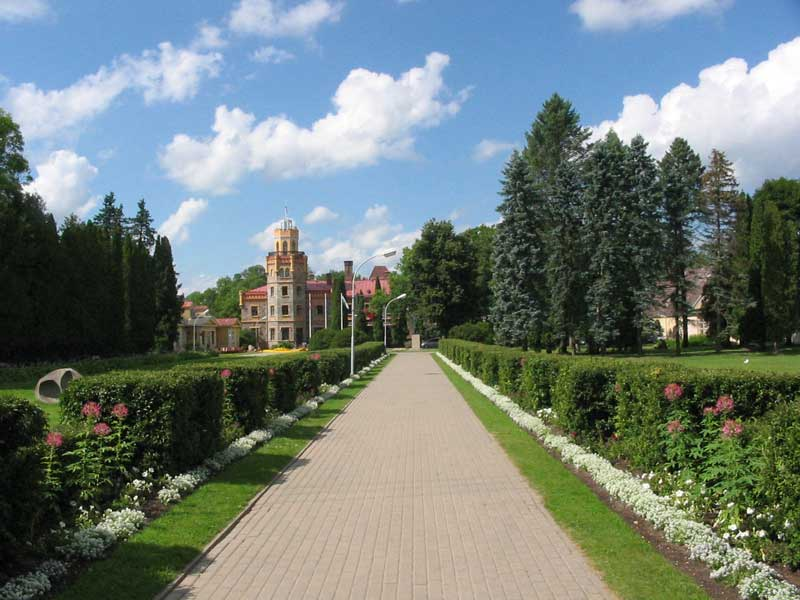
Neues Schloss und Park von Sigulda
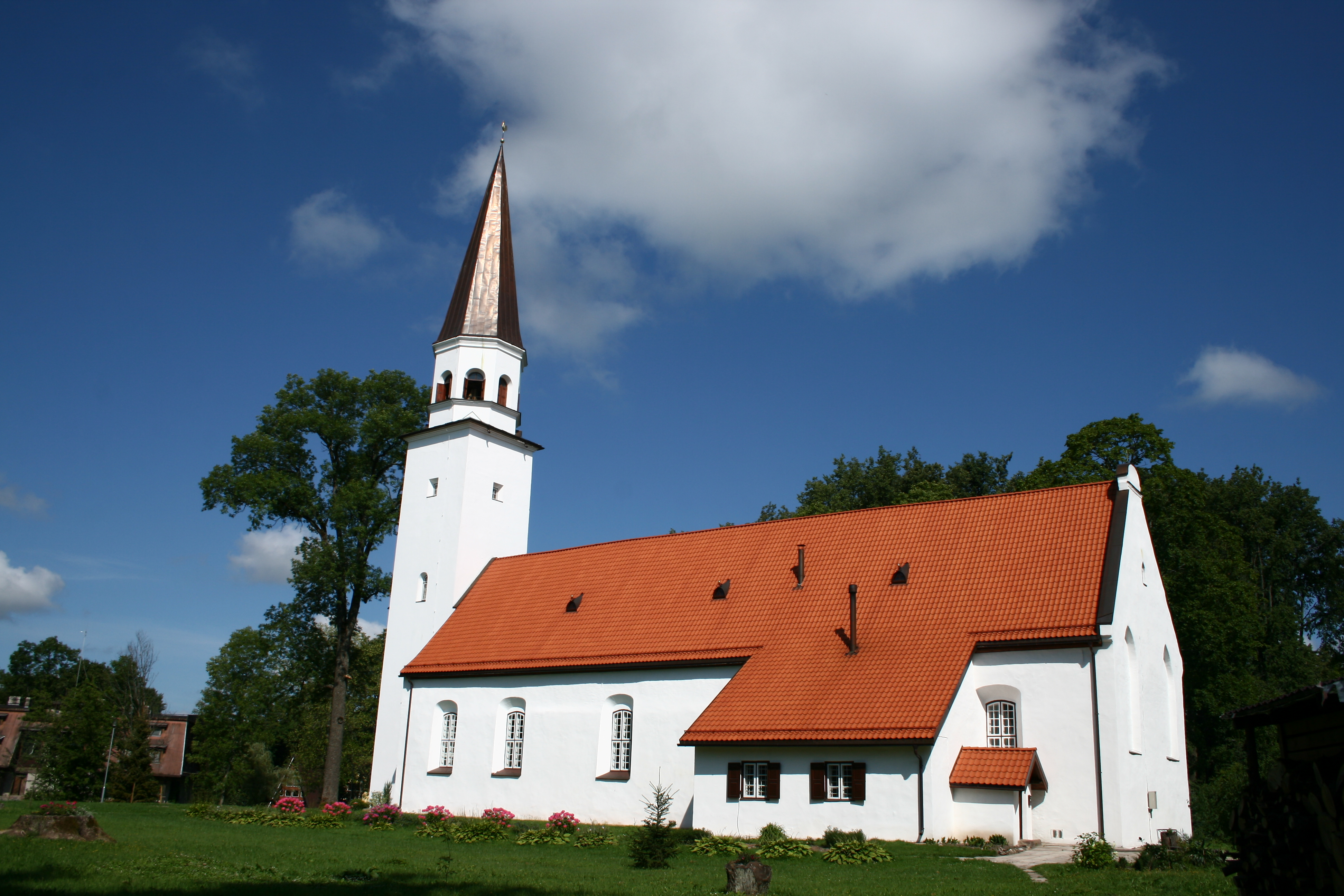
Lutherische Kirche Sigulda
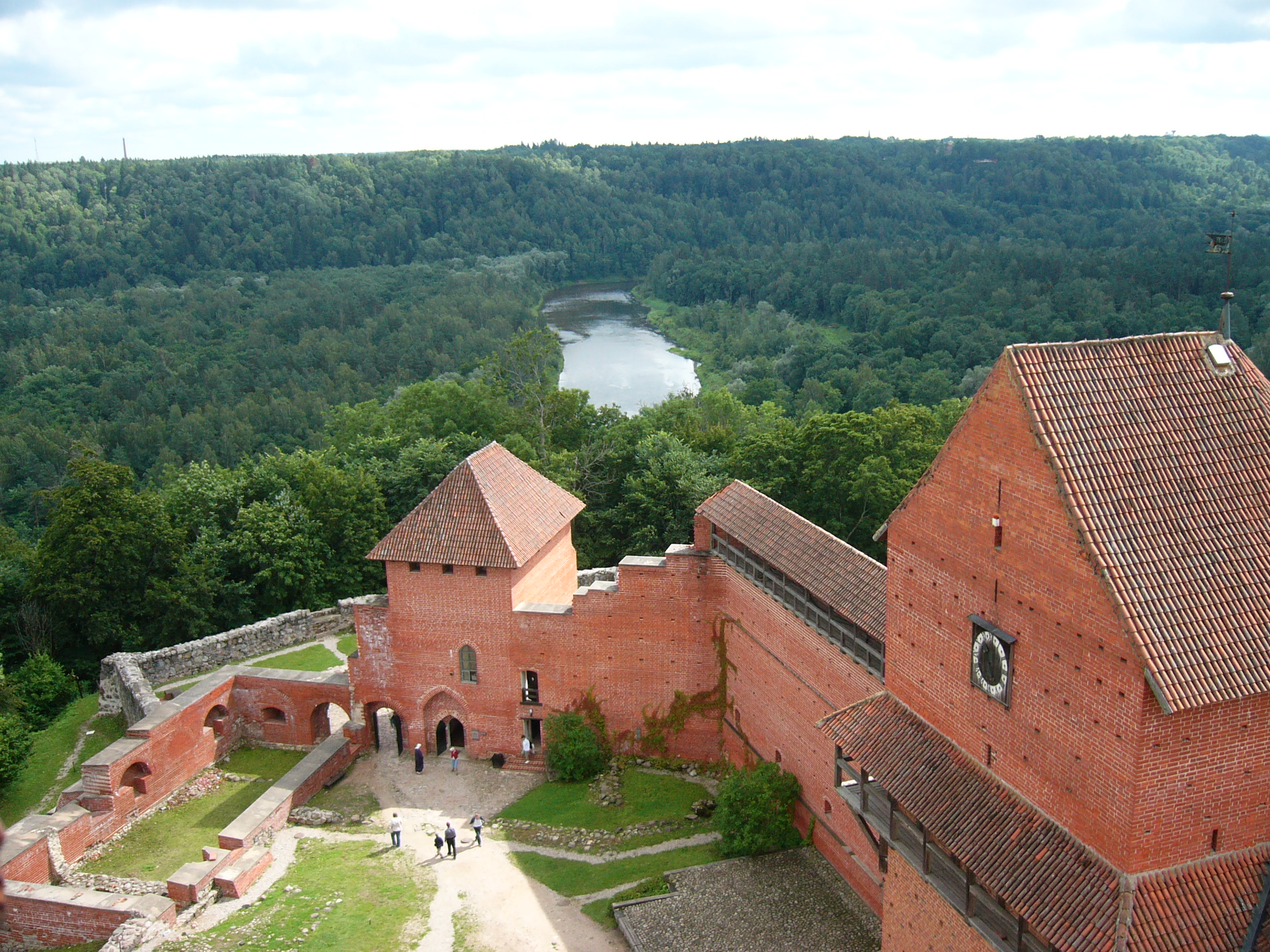
Blick in das Gaujatal vom Turm der Burg Treyden
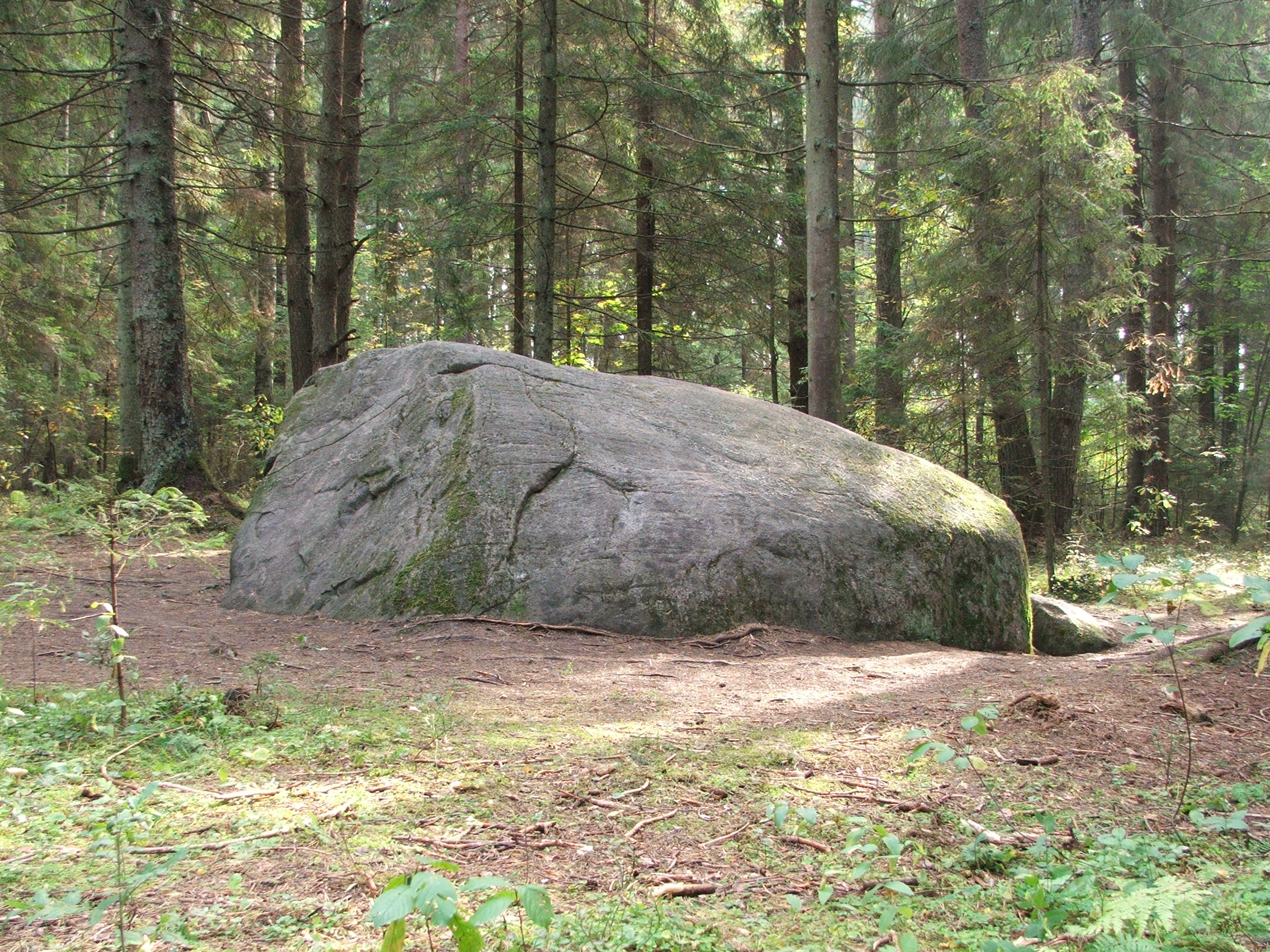
Findling Cernausku akmens
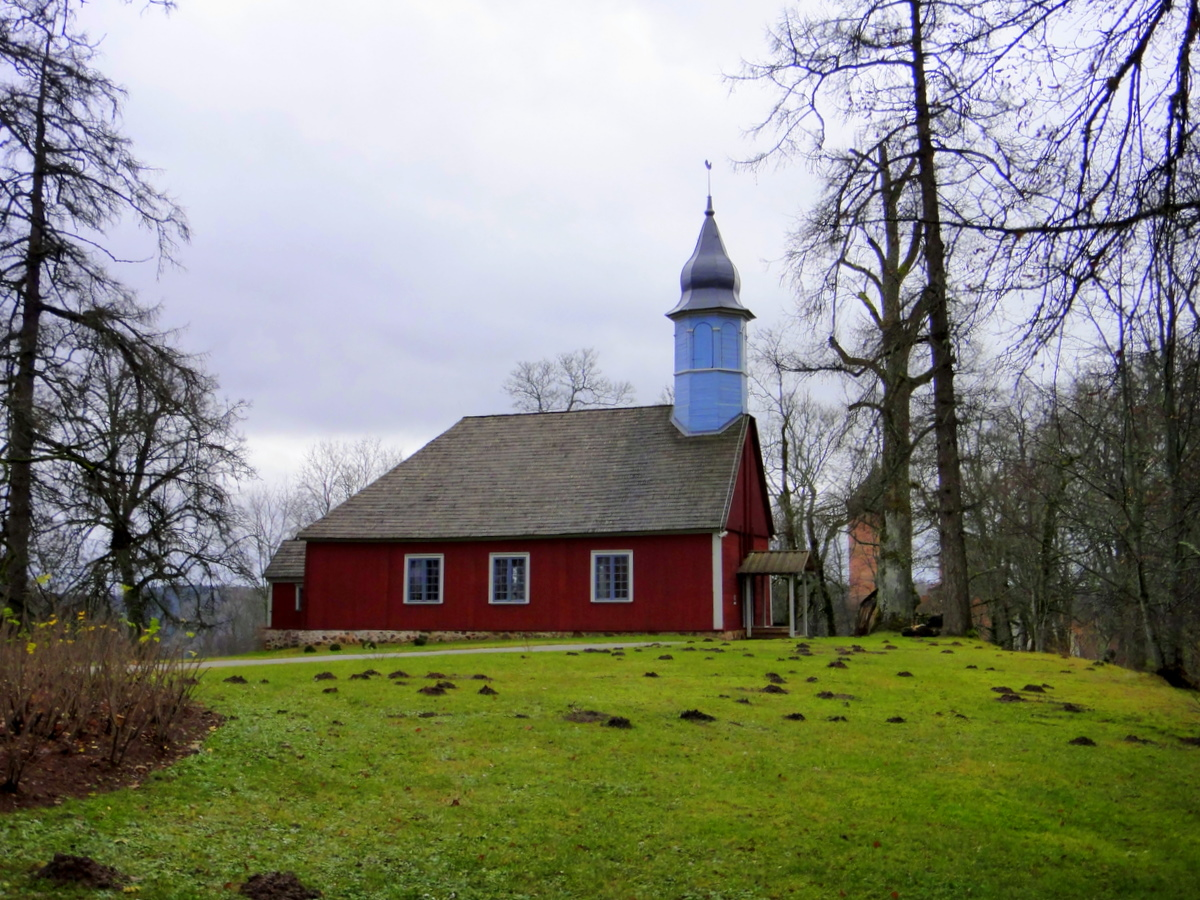
Holzkirche von Turaida

Turaida war Sitz eines Fürstengeschlechtes, von dem Fürst Kaupo abstammte. Dieser gilt als erster christianisierter Stammesfürst und wurde von seinen Zeitgenossen als Verräter betrachtet, weil er mit den Ordensrittern paktierte. Nach wechselreichen Kämpfen, an denen Semgallen, Kreuzritter, Liven und Esten beteiligt waren, wurden bis 1212 die letzten freien Liven unterworfen. Bereits 1207 war das Gebiet zwischen den Eroberern aufgeteilt worden. Die Burg Segewold gehörte dem Schwertbrüderorden (später livländischer Ordenszweig des Deutschen Ordens), während die Burgen Krimulda und Turaida zum Erzstift Riga kamen. Die kleine Siedlung Segewold, dessen Bewohner zumeist Händler und Handwerker waren, entstand in der Nähe der Ordensfestung. Die erste namentliche Erwähnung findet sich in der Livländischen Reimchronik.
1561, im Livländischen Krieg, kam Livland unter die Kontrolle von Polen-Litauen. In dieser Zeit wurde Sigulda zu einem regionalen Zentrum ausgebaut. Eine Reihe von neuen Gutshöfen entstand im Umkreis. Im Schwedisch-Polnischen Krieg wurden Burg und Siedlung zerstört. Das Gebiet kam an Schweden, war aber wiederholt dem Einfall von russischen Heeren ausgesetzt. Sigulda wurde im Großen Nordischen Krieg erneut zerstört und von der Pest heimgesucht. Die alte Siedlung an der Burg wurde nicht wieder aufgebaut. Die Burg blieb als Ruine zurück. 1721 kam Livland zum Russischen Reich. Das Neue Schloss wurde in der Nähe der Burgruine von 1878 bis 1881 im Auftrag des Gutsbesitzers Prinz Kropotkin im Neogotischen Baustil errichtet und ist von einem Schlosspark umgeben.
Sigulda erfuhr nach der Eröffnung der Bahnstrecke Riga–Valga im Jahr 1889 ein rasantes Wachstum. Die reizvolle Natur zog die Oberschicht Rigas zu Ausflügen und Bällen an. Selbst der russische Zar wählte Sigulda gelegentlich als Feriendomizil. Das Hotel Segewold eröffnete nicht weit entfernt von dem neuen Bahnhof seine Pforten. Zum Ende des 19. Jahrhunderts wurde Sigulda zu einem bevorzugten Reiseziel für Händler und Touristen.
Nach der Unabhängigkeit Lettlands wurde das Neue Schloss Sitz der Lettischen Presseagentur. Ein Teil des Schlosses diente als Tagungsstätte des Lettischen Schriftstellerverbandes, so dass das Neue Schloss auch als „Schriftsteller-Schloss“ bekannt wurde. Es fanden umfangreiche Renovierungen statt. 1928 bekam Sigulda die Stadtrechte zugesprochen. Im Zweiten Weltkrieg war die Segewold-Stellung im September 1944 eine Auffanglinie für die aus Estland zurückflutenden Teile der deutschen Wehrmacht.
Während der Zeit der Lettischen SSR war Sigulda von 1949 bis 1962 Kreisstadt, danach Teil des Landkreises (Rajon) Riga. 1973 zog die Verwaltung des Gauja-Nationalparks nach Sigulda. Nach der Wiedergewinnung der Unabhängigkeit Lettlands zog 1993 die Stadtverwaltung in das zuvor als Sanatorium genutzte Neue Schloss ein, das seit 2004 Sitz der Bezirksverwaltung ist.

## Kultur und Sehenswürdigkeiten

### Burgen und Schlösser
Aufgrund seiner bewegten Geschichte gibt es in der Umgebung von Sigulda eine Reihe Burgen und Schlösser, von denen die restaurierte Burg Treyden in Turaida die wichtigste ist. Sie befindet sich nördlich der Stadt. Am Stadtrand sind das Neue Schloss am Ufer der Gauja und die benachbarte Ruine der Ordensburg Segewold sowie am westlichen Ufer die Burgruine Krimulda mit dem Schloss Krimulda zu besichtigen.

### Evangelisch-lutherische St.-Bertulis-Kirche
Die Gemeinde Sigulda wurde 1225 gegründet. Es ist überliefert, dass ein Jahr später die erste Kirche in der Nähe der Burg von Sigulda gebaut wurde. Es gibt keine Informationen über ihr Aussehen, aber Vermutungen deuten darauf hin, dass sie aus Holz gebaut wurde. Die Steinkirche wurde später an gleicher Stelle errichtet und erstmals 1483 als Kirche St. Bertulis urkundlich erwähnt.

### Kultur
- In Sigulda findet in der zweiten Juliwoche ein internationales Opernmusikfestival statt, Austragungsort ist die Freilichtbühne innerhalb der Burgruine Sigulda.
- Das Museumsreservat Turaida ist als Heimat- und Geschichtsmuseum tätig. Es befindet sich im Stadtteil Turaida.

## Sport und Freizeitanlagen

### Sport
Sigulda ist als Wintersportgebiet bekannt, in dem bereits Weltmeisterschaftsläufe im Rennrodeln ausgetragen wurden. Im Bobsport gibt es derzeit nur Weltcuprennen in Mono- und Zweierbob, da die Bahn für den Viererbob und damit auch für Welt- und Europameisterschaften nicht geeignet ist. Nur wenige hundert Meter vom Bahnhof entfernt befindet sich am westlichen Stadtrand die Bob-Bahn. Von dort ist es nicht weit zu den Sigulda-Schanzen, das sind drei kleinere Skisprungschanzen, deren Ausbau und Erweiterung geplant ist.

### Freizeit
Zu den beliebtesten Attraktionen der Stadt gehört ein Freizeitpark mit Riesenrad und einer Drahtseilbahn über den Fluss Gauja. Diese ermöglicht nach Voranmeldung Bungeejumping über dem Fluss. Beliebt sind Heißluftballonfahrten und Bootstouren im Nationalpark.

### Parks und Naturdenkmale
In Sigulda befindet sich ein Besucherzentrum des nahegelegenen Gauja-Nationalparks und informiert in wechselnden Ausstellungen über die Flora und Fauna des Gebietes sowie über touristische Angebote.
Das Ufer der Gauja wird von kleinen Höhlen und Grotten gesäumt, die in den bis zu 85 Meter hohen Felswänden aus rotem Sandstein zu finden sind. Die bekanntesten Höhlen sind die Teufelshöhle und die Gutmannshöhle. Die lichten Wälder entlang des Ufers sind Lebensraum seltener Tierarten und Pflanzen, beispielsweise kann hier der Schwarzstorch beobachtet werden.
Eine Ahornallee führt im Süden der Stadt auf eine Kirchberg (lettisch Baznīckalns) genannte Anhöhe. Dort befindet sich die um 1750 erneuerte Holzkirche von Turaida (übersetzt Gottesgarten) und der Friedhof. Berühmt ist der Ort wegen des Grabs der Rose von Turaida – es liegt bei einem uralten Lindenbaum und erinnert an eine tragische Liebesgeschichte aus dem 17. Jahrhundert.
Der Volksliederberg (lettisch Dainu kalns) ist eine 1985 entstandene Parkanlage und erinnert an Krišjānis Barons, den Sammler der lettischen Dainas-Volkslieder. Der Park verfügt mit dem Liedergarten (lettisch Dziesmu dārzs) über eine Sammlung von Naturstein-Skulpturen des Bildhauers Indulis Ranka und wurde 1996 in ein Register von Skulpturgärten der Welt eingetragen.

## Verkehr

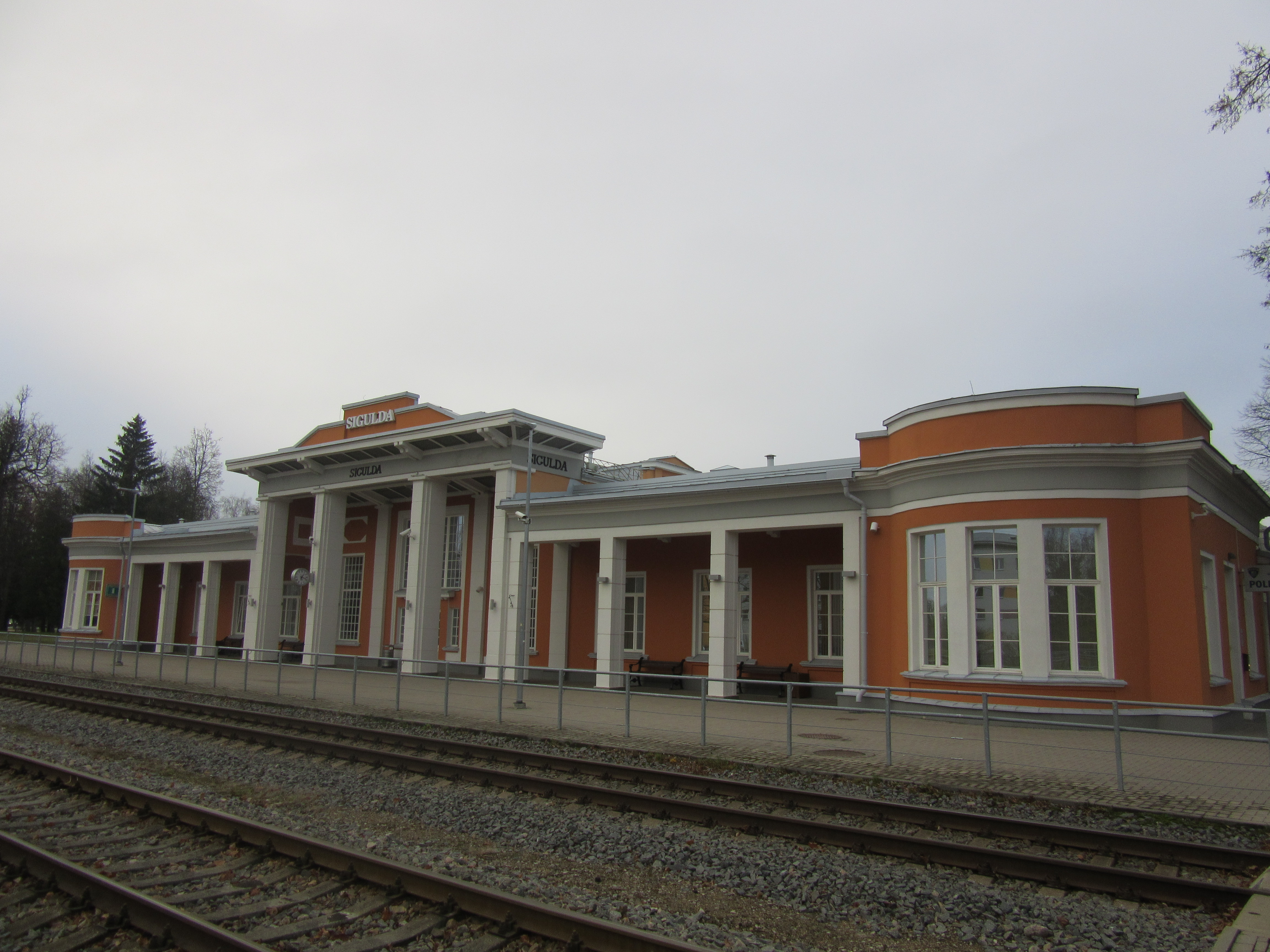
Bahnhof Sigulda

Sigulda hat einen Bahnhof an der Bahnstrecke von Riga nach Valka. Das heutige Bahnhofsgebäude wurde 1951 als Ersatz für den kriegszerstörten Vorgängerbau errichtet.

## Sonstiges
- Die Lettische Post hat im Jahr 2003 eine Brücke über das Gaujatal bei Siguldas als Markenmotiv ausgewählt. Eine weitere, bereits 2002 erschienene Marke zeigt das Stadtwappen von Sigulda.

## Partnerstädte
Sigulda pflegt Städtepartnerschaften mit Angus (Schottland), Birštonas (Litauen), Falköping (Schweden), Keila (Estland), Løgstør (Dänemark) und Stuhr (Deutschland).
Außerdem ist Sigulda Mitglied der europäischen Städtevereinigung Douzelage.

## Söhne und Töchter des Ortes
- Eduard Petri (1854–1899), russischer Geograph und Anthropologe
- Alfrēds Ruks (1890–1941), Leichtathlet[5]
- Einars Fogelis (* 1960), Sportmanager und Rennrodelfunktionär
- Heinrich Siemens (* 1964), deutscher Germanist und Plautdietsch-Forscher
- Roberts Suharevs (* 1970), Rennrodler[6]
- Sandis Ozoliņš (* 1972), Eishockeyspieler
- Anda Čakša (* 1974), Kinderärztin und Politikerin
- Mikail Renzhin (* 1978), israelischer Skirennläufer[7]
- Juta Vanaga (* 1982), Schauspielerin
- Juris Šics (* 1984), Rennrodler
- Andris Šics (* 1985), Rennrodler
- Jānis Strenga (* 1986), Bobsportler
- Lelde Gasūna (* 1990), Skirennläuferin
- Elīza Tīruma (* 1990), Rennrodlerin
- Toms Skujiņš (* 1991), Radrennfahrer
- Miķelis Lībietis (* 1992), Tennisspieler
- Edvarts Buivids (* 1993), Volleyball- und Beachvolleyballspieler
- Lelde Priedulēna (* 1993), Skeletonpilotin
- Kendija Aparjode (* 1996), Rennrodlerin
- Kristers Aparjods (* 1998), Rennrodler
- Elīna Ieva Bota (* 2000), Rennrodlerin
- Markuss Vinogradovs (* 2002), Nordischer Kombinierer